# 克奇鎮區 (堪薩斯州塞奇威克縣)
克奇鎮區（英語：Kechi Township）為美國堪薩斯州塞奇威克縣轄下的鎮區。2010年美国人口普查中此鎮區人口有9,027人。

## 地理
克奇鎮區涵蓋總面積為50.1平方（19.33平方英里），其中陸地面積為49.8平方（19.21平方英里），水域面積為0.31平方（0.12平方英里）或0.62%。海拔高度420（1,380英尺）。

## 人口統計
根據2010年美國人口普查，克奇鎮區人口有9,027人，其中男性有4,493人，女性有4,534人，人口密度為每平方公里180.40人，住房計3,595戶。鎮區內的白人有7,771人，非裔美國人有396人，美洲原住民有113人，亞裔美國人有122人，太平洋島裔美國人有3人，其他種族有249人，混血種族則有373人。此外鎮區內有732人為西班牙裔或拉丁裔美國人。此鎮區之年齡中位數為33.3歲，而男性年齡中位數為32.6歲，女性年齡中位數為34.0歲。

## 交通

### 主要公路
- 135號州際公路
- 235號州際公路
- 254號堪薩斯州州道